# Рибейра-ди-Пена
Рибе́йра-ди-Пе́на (порт. Ribeira de Pena; [ʁi'bɐiɾɐ dɨ 'penɐ]) — посёлок городского типа в Португалии, центр одноимённого муниципалитета в составе округа Вила-Реал. По старому административному делению входил в провинцию Траз-уж-Монтиш и Алту-Дору. Входит в экономико-статистический субрегион Тамега, который входит в Северный регион. Численность населения — 2,6 тыс. жителей (посёлок), 7,4 тыс. жителей (муниципалитет) на 2002 год. Занимает площадь 217,7 км².
Покровителем посёлка считается Дева Мария (порт. Maria).
Праздник посёлка — 16 августа.

## Расположение
Посёлок расположен в 24 км на север от адм. центра округа города Вила-Реал.
Муниципалитет граничит:
- на севере — муниципалитет Ботикаш
- на востоке — муниципалитет Вила-Пока-де-Агиар
- на юге — муниципалитет Вила-Реал
- на юго-западе — муниципалитет Мондин-де-Башту
- на западе — муниципалитет Кабесейраш-де-Башту

## История
Посёлок основан в 1331 году.

## Население
| Численность населения муниципалитета по годам | Численность населения муниципалитета по годам | Численность населения муниципалитета по годам | Численность населения муниципалитета по годам | Численность населения муниципалитета по годам | Численность населения муниципалитета по годам | Численность населения муниципалитета по годам | Численность населения муниципалитета по годам | Численность населения муниципалитета по годам |
| --------------------------------------------- | --------------------------------------------- | --------------------------------------------- | --------------------------------------------- | --------------------------------------------- | --------------------------------------------- | --------------------------------------------- | --------------------------------------------- | --------------------------------------------- |
| 1801                                          | 1849                                          | 1900                                          | 1930                                          | 1960                                          | 1981                                          | 1991                                          | 2001                                          | 2004                                          |
| 2347                                          | 2898                                          | 9606                                          | 10 806                                        | 13 309                                        | 10 796                                        | 8504                                          | 7412                                          | 7251                                          |

## Состав муниципалитета
В муниципалитет входят следующие районы:
1. Алвадия
2. Канеду
3. Серва
4. Лимойнш
5. Салвадор
6. Санта-Маринья
7. Санту-Алейшу-де-Ален-Тамега